# خاویر بایک
خاویر بایک (انگلیسی: Javier Bayk؛ زادهٔ ۲ فوریهٔ ۱۹۹۴) بازیکن فوتبال است.